# Main Tower
La Main Tower est un gratte-ciel de Francfort, en Allemagne, inauguré en 1999. Elle mesure 240 mètres de hauteur (antenne comprise).

## Liens externes

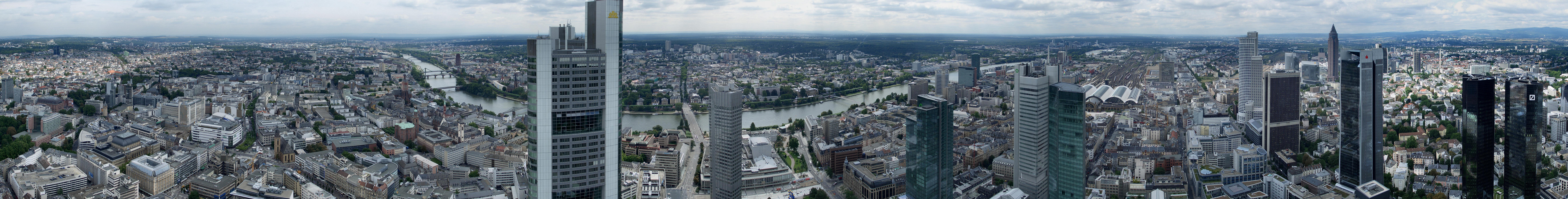
Vue panoramique de Francfort depuis la Main Tower.